# واتیکانوس

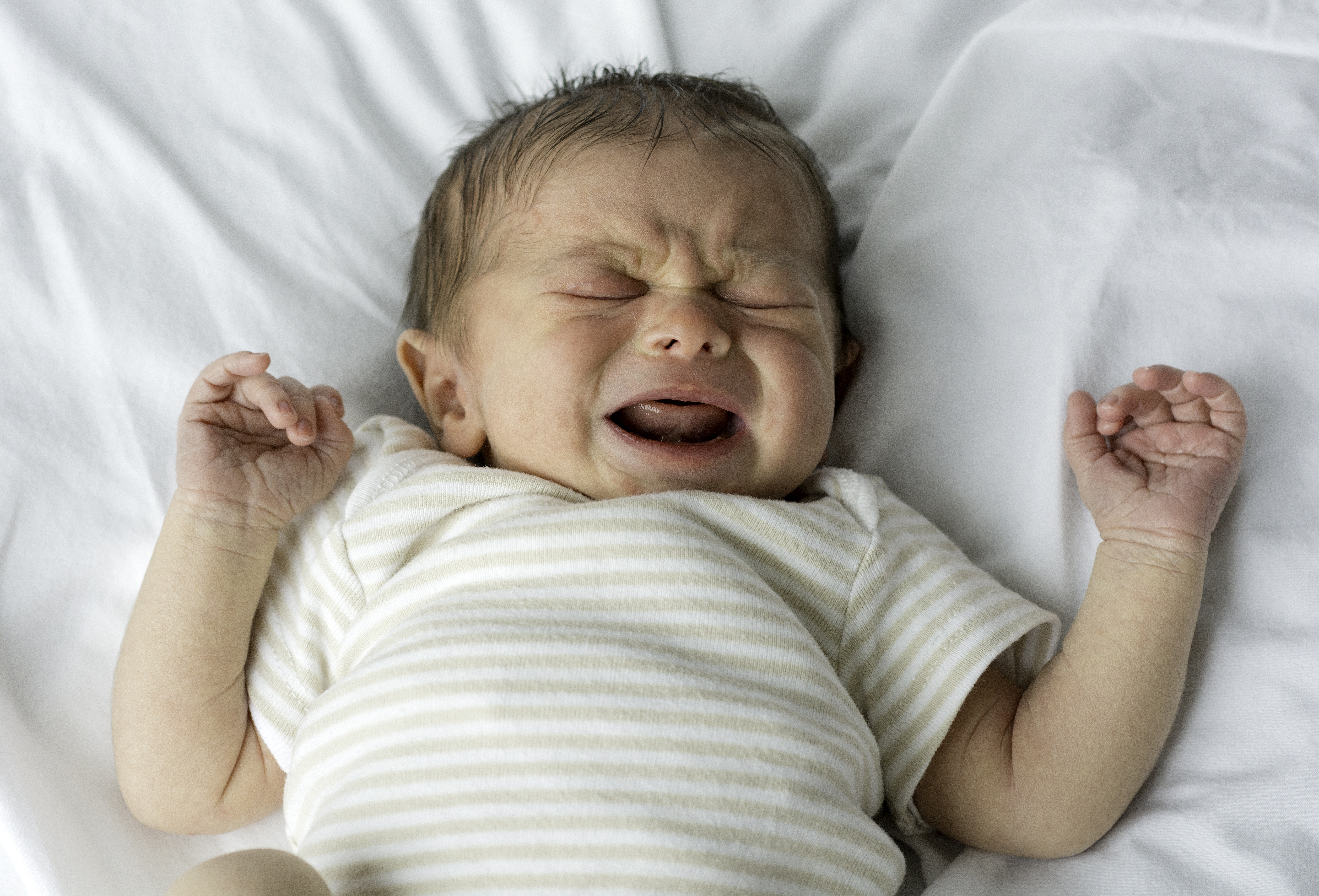
در روم باستان، واتیکانوس یا واگیتانوس به عنوان خدایی که دهان نوزاد را برای زاری باز می‌کند، یاد می‌شد.

واتیکانوس یا واگیتانوس (انگلیسی: Vagitanus) در آیین روم باستان، یکی از خدایان زایمان بود که بر جنبه‌ای از زایمان تأثیر می‌گذاشت یا هدایت می‌کرد. این نام از اسم لاتین vagitus، به معنی «گریه کردن، زاری»، به ویژه توسط نوزاد یا حیوان، و فعل vagio, vagire مربوط می‌شود؛ بنابراین، واتیکانوس به عنوان خدایی توصیف شده‌است که «آغاز گفتار انسان» را ریاست می‌کند.